# George Naylor
George Naylor (21 ottobre 1670 – 29 gennaio 1730) è stato un avvocato e politico inglese.

## Biografia
Nato il 21 ottobre 1670 fu educato al St. John's College, Oxford e al Lincoln's Inn, dove fu called to the bar nel 1694.
Fu eletto nel 1706 come Member of Parliament (MP) per Seaford, nell'interesse del patrigno Lord Pelham.
Tenne il seggio fino al 1710, quando non venne più rieletto. Seaford lo rivotò per il Parlamento nel 1713 e 1715. Tenne il seggio fino al 1722.